# 花長下神社
花長下神社（はなながしもじんじゃ）は、岐阜県揖斐郡揖斐川町（旧谷汲村）にある神社である。
式内社（美濃國大野郡花長下神社）であり、旧社格は郷社。

## 概略
- 創祀時期は不明。
- 同じ旧谷汲村内にある花長上神社とは密接な関係がある。花長下神社の祭神の赤衾伊農意保須美比古佐和氣能命（あかふすまいぬおおすみひこさわきのみこと）と花長上神社の祭神の天甕津媛命（あめのみかつひめのみこと）は、『出雲国風土記』に記述がある出雲神話の神であり、花長下神社が男神、花長上神社が女神という（夫婦神の説もある）。また、9月7日の祭礼は、花長下神社と花長上神社が交互に行なっている。
- 境内はヒメハルゼミの生息地であり、岐阜県指定の天然記念物になっている[1]。

## 祭神
- 赤衾伊農意保須美比古佐和氣能命

出雲神話の神。赤衾伊努意保須美比古佐倭氣命とも表記される。『出雲国風土記』の秋鹿郡伊農郷と出雲郡伊努郷に記述があり八束水臣津野命の子と伝わるが、詳細は不明。島根県出雲市の伊努神社に祀られている。

## 所在地
- 岐阜県揖斐郡揖斐川町谷汲名礼848

## 交通機関
- 樽見鉄道谷汲口駅より約5km。

## その他
- 花長下神社の読み方として、「はなかしもじんじゃ」「はなしもしんじゃ」という説もある。『式内社調査報告』（式内社研究会 編、皇學館大學出版部）での記述は、「はなながしもじんじゃ」である。